# Magdeburg (tỉnh)
Bezirk Magdeburg là một tỉnh (Bezirk) của Cộng hòa Dân chủ Đức. Trụ sở và thành phố chính là Magdeburg.

## Lịch sử
Cùng với 13 tỉnh khác, tỉnh Magdeburg được thành lập vào ngày 25 tháng 7 năm 1952, thay thế các bang cũ của Đức. Sau ngày 3 tháng 10 năm 1990, tỉnh bị bãi bỏ trong giai đoạn tái thống nhất nước Đức, trở thành một phần của bang Sachsen-Anhalt.

## Địa lý

### Vị trí
Bezirk Magdeburg giáp với các Bezirke Schwerin, Potsdam, Halle và Erfurt. Tỉnh có biên giới với Cộng hòa Liên bang Đức ở phía tây và tây bắc.

### Phân cấp
Bezirk được chia thành 22 kreise: 1 quận (Stadtkreis) và 21 huyện (Landkreise): 
- Quận: Magdeburg.
- Huyện: Burg; Gardelegen; Genthin; Halberstadt; Haldensleben; Havelberg; Kalbe; Klötze; Loburg; Oschersleben; Osterburg; Salzwedel; Schönebeck; Seehausen; Staßfurt; Stendal; Tangerhütte; Wanzleben; Wernigerode; Wolmirstedt; Zerbst.